# William Capell (3e comte d'Essex)
William Capell, 3e comte d'Essex, (11 janvier 1697 – 8 janvier 1743) est un courtisan et un diplomate anglais.

## Biographie
Il est le fils d'Algernon Capell.
Capell est l'un des fondateurs du Foundling Hospital, créé en octobre 1739 pour les enfants abandonnés.

## Famille
Le 27 novembre 1718, Capell épouse Jane Hyde, une fille d'Henry Hyde (4e comte de Clarendon), et ils ont deux enfants :
- Charlotte Capell (d. 1790), mariée à Thomas Villiers.
- Mary Capell (morte le 9 avril 1782), épouse de l'amiral John Forbes (un fils de George Forbes (3e comte de Granard) (en)). Ils ont deux filles, Maria Eleanor Forbes qui épouse John Villiers (3e comte de Clarendon), et Katherine Elizabeth Forbes (en) qui épouse William Wellesley-Pole.

Lady Jane est morte en 1724 et William épouse Elizabeth Russell, une fille de Wriothesley Russell, le 3 février 1726 et ils ont un fils, William Capell (1732–1799) qui épouse Frances Hanbury Williams.